# Station Süßen
Station Süßen is een spoorwegstation in de Duitse plaats Süßen. Het station werd in 1847 geopend aan de Filstalbahn. 